# استیک هامبورگ
 خرد 
استیک هامبورگ گونه ای از ساندویچ است که حاوی گوشت چرخ کرده گاو است. این ساندویچ دقیقاً شبیه استیک سالیسبری است. هنگام مهاجرت آلمان‌ها به سراسر جهان در آغاز قرن نوزدهم، این غذا به یک غذای اصلی تبدیل شد.

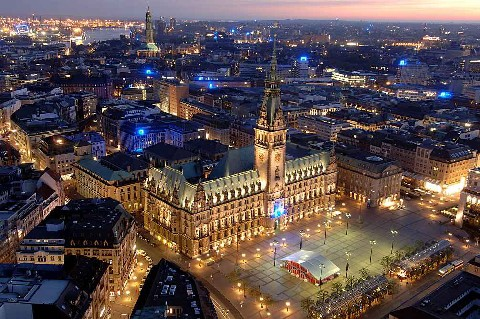
هامبورگ، آلمان، جایی که استیک هامبورگ در آنجا اختراع شد

## تاریخچه
در قرن هجدهم میلادی استیک هامبورگ در میان آلمانی‌ها محبوب بود، آنها ادعا میکنند که این اختراع آنها بوده است. یکی از داستان ها این است که گوشت گاو در هامبورگ، یک بندر در آلمان،بخاطر خرد کردن و چرخ کردن شناخته شده بود. یک روش که قصاب های آلمانی از روس‌ها قرض گرفته بودند. یکی از داستان های دیگر بیان میکند که استیک هامبورگ یک اختراع انگلیسی است و در کتاب آشپزی هانا گلاس ذکر شده. مهاجران آلمانی این غذا را به سراسر جهان معرفی کردند و استیک هامبورگ به عنوان غذای اصلی در قرن نوزدهم آمریکا تبدیل شد. در اولین منو چاپ شده در ایالات متحده استیک هامبورگ به صورت یک غذا ارائه شد، با قیمت ده سنت، این مورد گران‌ترین در لیست بود! سپس در بین دو قطعه نان، همبرگر متولد شد و استیک تبدیل به همبرگر شد.
بین همبرگر و استیک هامبورگ تفاوت هایی نیز وجود دارد. اولی به گوشت چرخ کرده گاو تبدیل شده است در حالی که همبرگر یک ظرف ساندویچ متشکل از خمیر، نان و دیگر مواد است.

## آماده سازی
استیک هامبورگ از گوشت ران گاو و یا سایر قسمت‌های ارزان قیمت گوشت گاو است. بعد از خرد کردن گوشت، آن را قیمه قیمه می‌کنند و داخل یک ظرف آن را ورز می‌دهند. بعد از آن گوشت پخته می‌شود ،سرخ می‌شود و یا دودی می‌شود.

## غذای ویژه
استیک هامبورگ توسط اگوست اسکوفیه در لیست غذاهای کلاسیک و ویژه آشپزخانه قرار گرفته است.

## سراسر دنیا
Hamburg (ハンバーグ hanbāgu, Hamburg steak) یا استیک هامبورگ یک غذای محبوب در ژاپن است. در آنجا این غذا از گوشت چرخ شده با پیاز خرد شده، تخم مرغ و پودر های سوخاری و ادویه های مختلف پخته می‌شود. و به شکل دایره ای و پهن در حدود یک سانتی‌متر ضخامت و قطر ۱۰ تا ۱۵ سانتی‌متر آماده میشود. بسیاری از رستوران ها در سبک های مختلف از استیک هامبورگ تخصص دارند.